# Simonetta Vespucci
Simonetta Cattaneo (Génova, c. 28 de enero de 1453-26 de abril de 1476), llamada Simonetta Vespucci después de su matrimonio, fue una musa y modelo de los artistas del Renacimiento italiano. 
Fue retratada por Sandro Botticelli en varias ocasiones: la más célebre en el famoso cuadro El nacimiento de Venus. También fue retratada en las pinturas de Piero di Cosimo Retrato de Simonetta Vespucci (Museo Condé de Chantilly), en la cual aparece como Cleopatra con un áspid alrededor de su cuello, y La Muerte de Procris. Varios poemas y lienzos de diversos artistas fueron también creados en su honor.

## Infancia y matrimonio
Su nombre de nacimiento era Simonetta Cattaneo, nacida en 1453 o 1454. Hija de Cattocchia Spinola y el noble genovés Gaspare Cattaneo Della Volta. Hay varias hipótesis acerca de su lugar de nacimiento, algunos dicen que nació en Portovenere, en Liguria, donde nació la diosa Venus. El poeta Poliziano escribió que su casa estaba «en ese distrito Liguriano arriba de la costa, donde el furioso Neptuno golpea las rocas. Ahí, como Venus, nació entre las olas». Otros dicen que nació en Génova. Esta discusión aún no ha podido resolverse.
En abril de 1469, con 16 años de edad, contrajo matrimonio con su coetáneo florentino Marco Vespucci, un familiar del futuro explorador florentino Américo Vespucio, en la iglesia de San Torpete, Génova, en presencia de los Dogos y la nobleza genovesa.
Teoría plausible es que de pequeña, Simonetta acompañó a sus padres en el exilio, que pasaron en una villa propiedad de la familia Cattaneo en la zona de Portovenere.

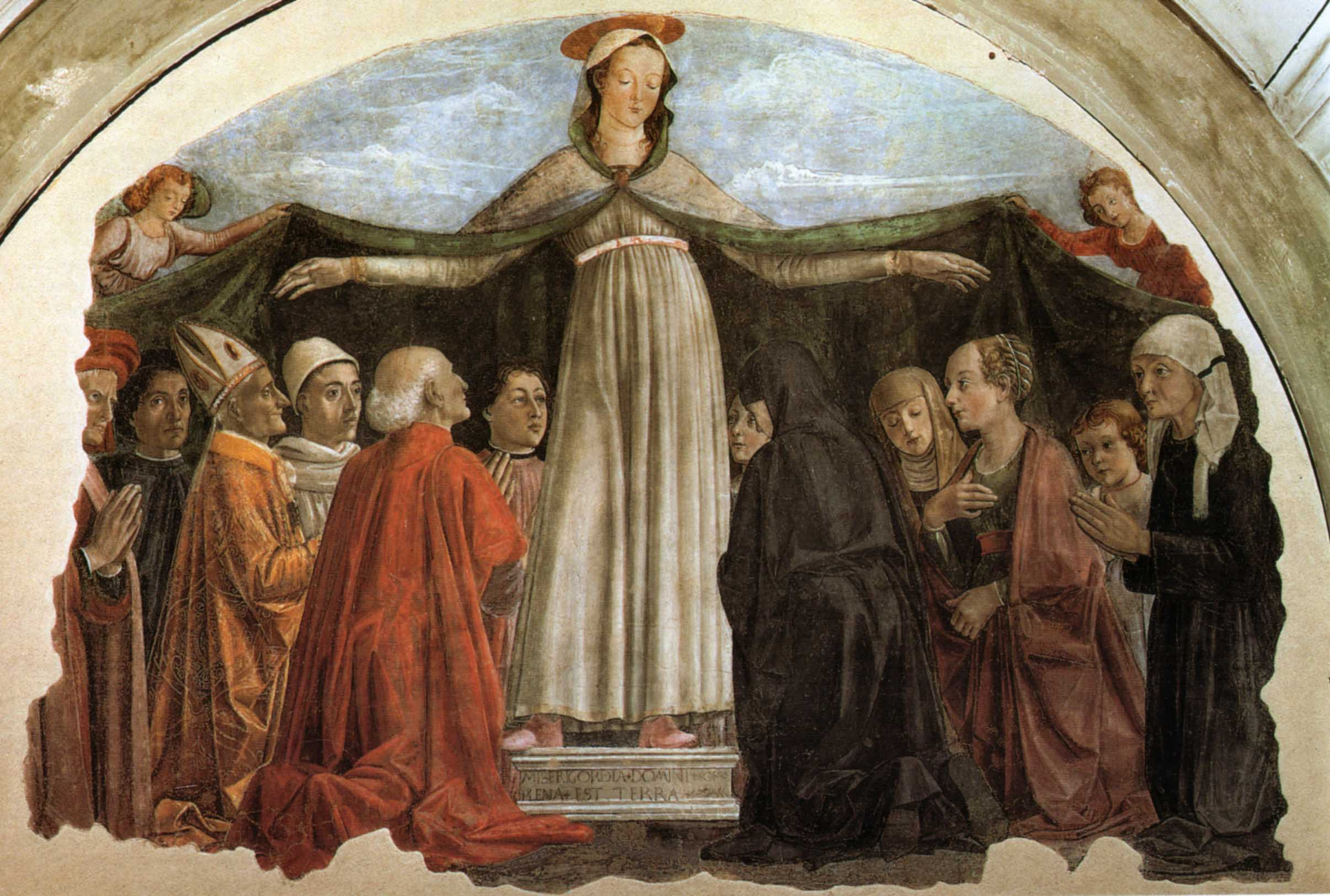
Madonna della Misericordia (alrededor de 1472) de los hermanos Ghirlandaio. Simonetta Vespucci aparece a la derecha con el cabello rubio descubierto).

## Modelo sin par

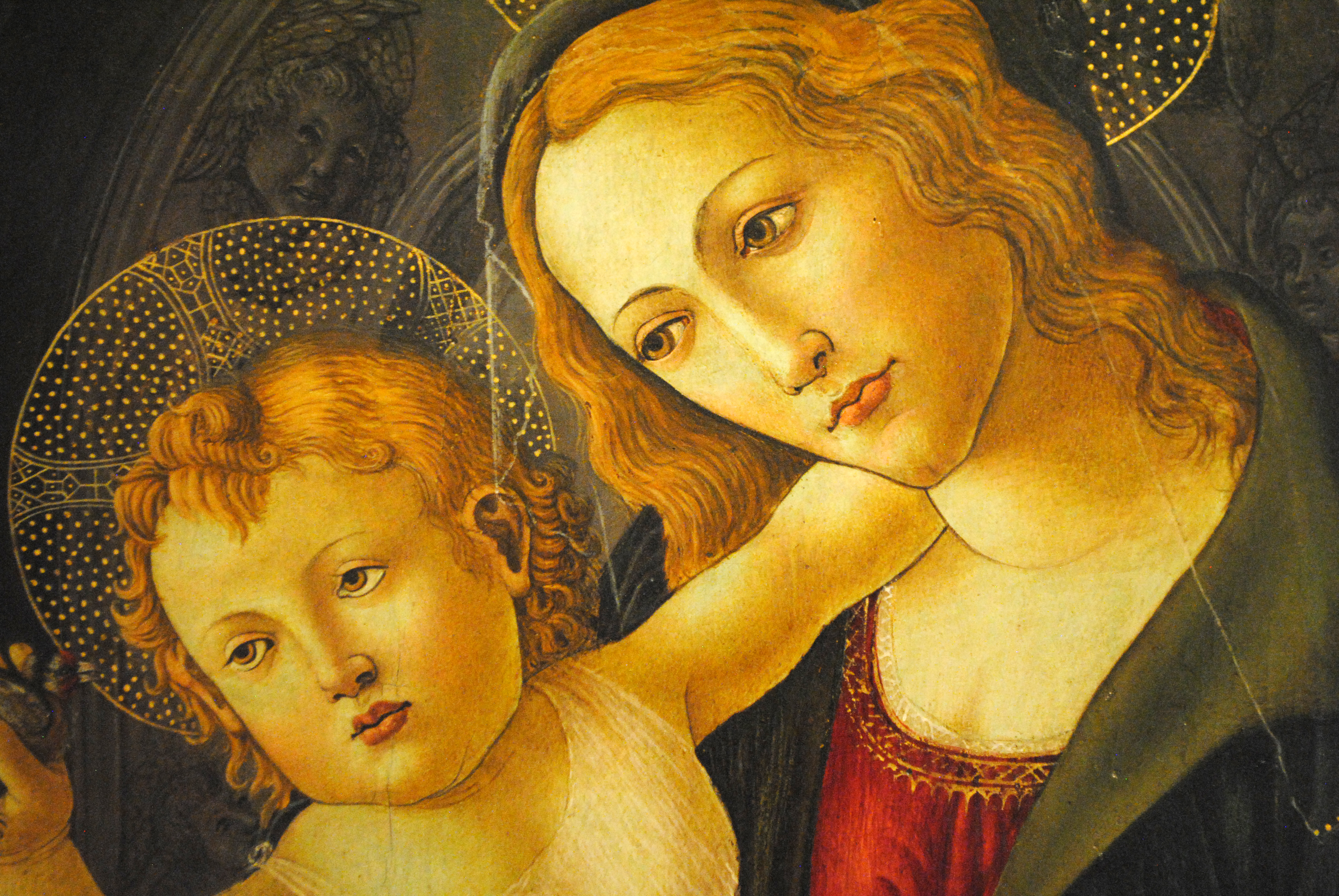
Simonetta Vespucci en "La Virgen y el Niño en un nicho"

Fue precisamente al instalarse con la familia Vespucci que ella fue descubierta por Sandro Botticelli, los hermanos Domenico y David Ghirlandaio, Piero di Cosimo y otros artistas prominentes que vivían en Florencia. Muy pronto todo noble en la ciudad quedó prendado de ella. Entre éstos, los hermanos Lorenzo y Juliano, de la familia de los gobernantes Médici.
Ya en 1472, en el fresco de la capilla Vespucci de la Iglesia de Todos los Santos, la Madonna della Misericordia protegiendo a los miembros de la familia Vespucci, los hermanos Ghirlandaio habían incluido el retrato de Simonetta cerca del aún niño Américo Vespuccio.

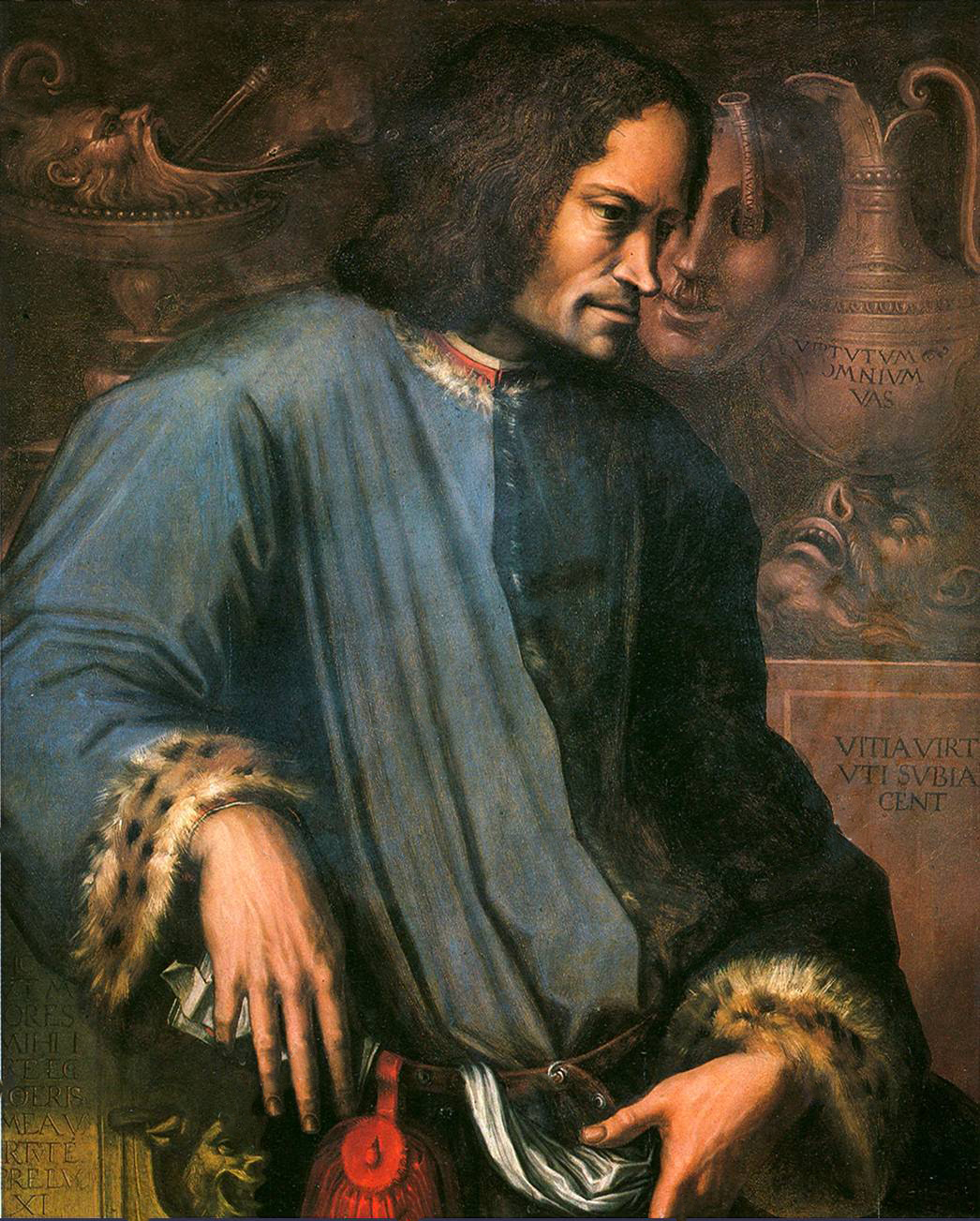
Retrato de Lorenzo de Médici por Giorgio Vasari.

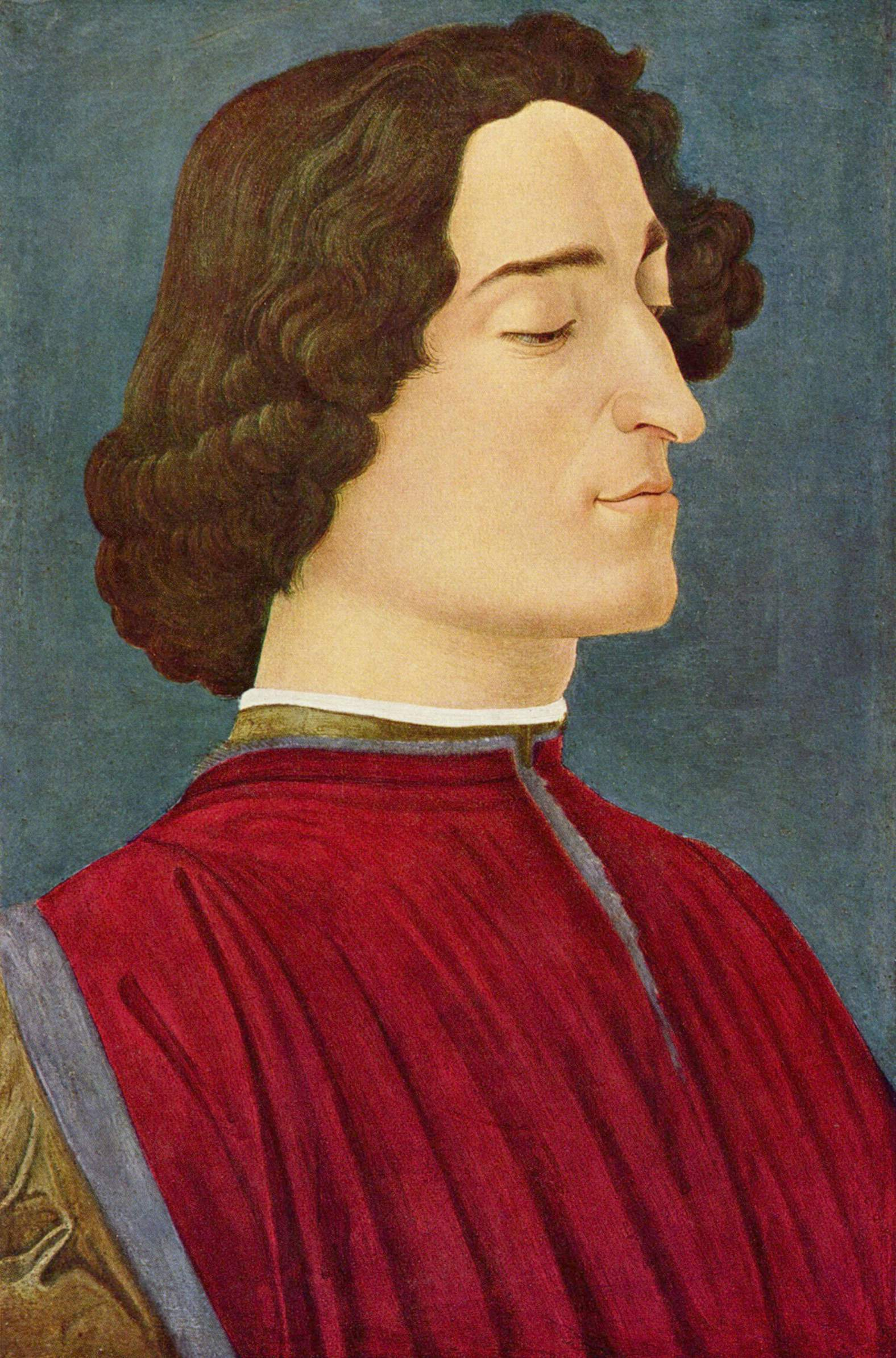
Retrato de Juliano de Médici por Sandro Boticelli.

Lorenzo se ocupaba de los asuntos de Estado, pero su hermano menor tenía mucho tiempo libre, el suficiente para seducirla.
El 28 de enero de 1475 en la plaza de la Santa Croce en Florencia, se llevó a cabo una justa, La Giostra (Torneo di Giuliano). La razón oficial de este torneo fue la celebración de un éxito diplomático: una alianza entre Milán, Venecia y Florencia, el 2 de noviembre de 1474. Pero, según ha sido sugerido, la  fecha elegida para el festival fue el día del cumpleaños de Simonetta.
El torneo contó con la participación de Juliano, quien la  eligió como dama de su corazón. Delante de Juliano iba su escudero con un estandarte en el cual  Botticelli había pintado a Minerva y Cupido. Un poema de Poliziano describe la imagen y da la clave de la misma: era una imagen de Simonetta representando a Palas Atenea vestida de blanco, con lanza y escudo que lleva la cabeza de la Medusa Gorgona. Como lema tenía escrito en francés: La Sans Pareille (La Sin Igual).

La dama de Giuliano, la bella Simonetta, representada en forma de Minerva, al pie de brillantes ramas de olivo. En una mano sostiene un escudo con la cabeza de Medusa, en la otra una lanza. Ella levanta la vista hacia el sol. Cupido, de pie junto a ella, atado está al tronco del olivo; su arco y sus flechas se han partido. Personificada está la gloria con que Giuliano se ha cubierto en el torneo y que enciende el corazón de la hermosa.

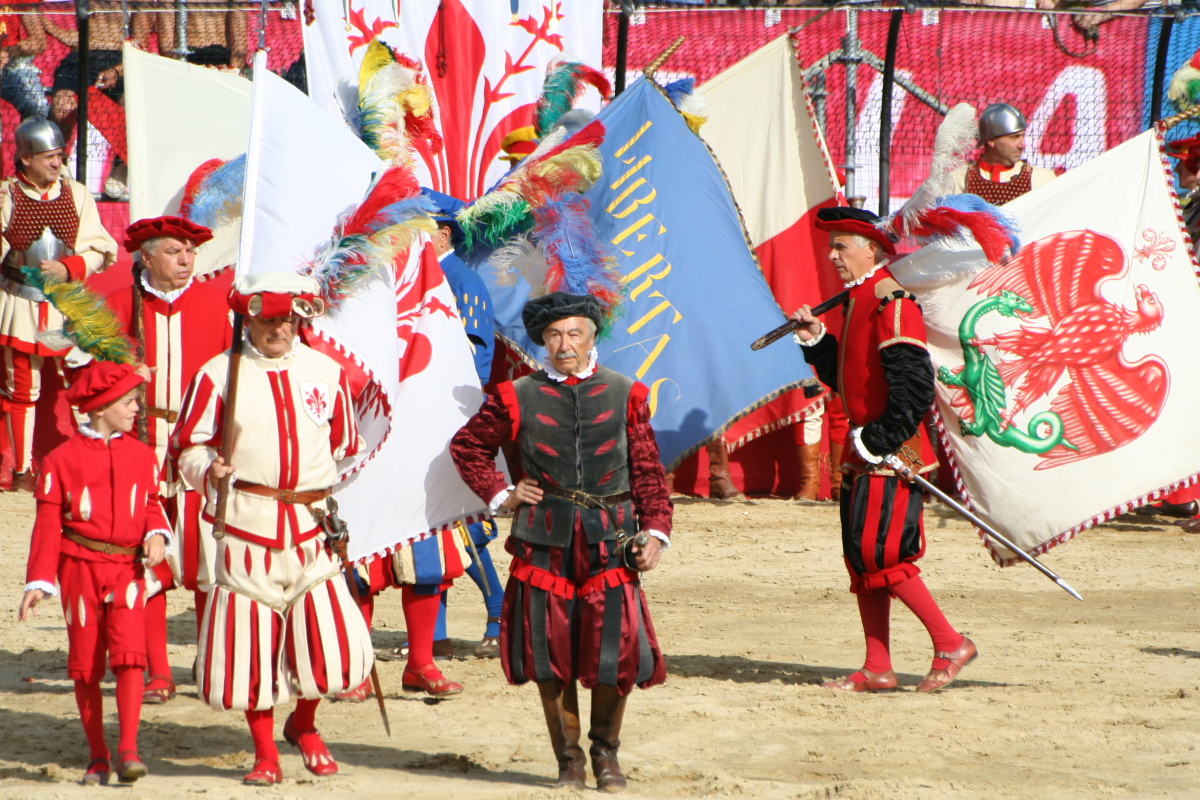
"La Giostra" en Florencia, reconstrucción con trajes de la época.

Andrea Verrocchio también había creado una bandera para uno de los contendientes, Giovanni Morelli, que representaba en el blanco virginal a Cupido con un arco. Juliano y Jacopo Pitti ganaron el torneo.
«La bella Simonetta» fue considerada «Reina de la Belleza», y sus rasgos se convirtieron en un prototipo de la belleza femenina que primaría en el primer Renacimiento.
La imagen del caballo vencedor de Juliano inspiró a Leonardo da Vinci una serie de dibujos.

## Muerte
Simonetta murió tan solo un año después, la noche del 26 de abril de 1476, presuntamente de tisis. Apenas tenía 23 años de edad. A pesar de lo dramático de la  muerte de Simonetta tan joven, su esposo contrajo nuevas nupcias muy pronto. 

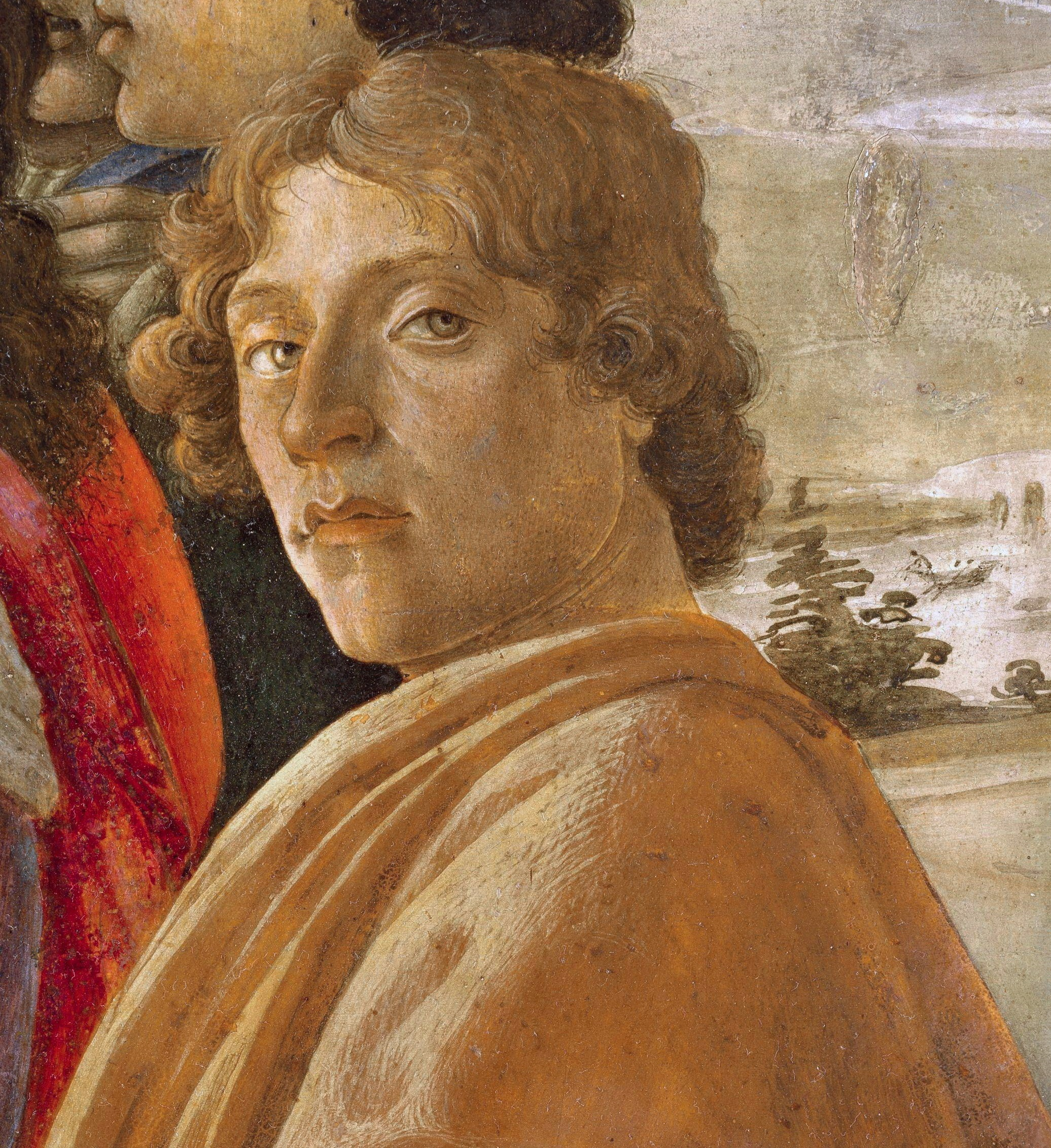
Autorretrato de Sandro Boticelli.

Botticelli necesitó nueve años más para acabar su obra maestra El nacimiento de Venus, en 1485. Entre tanto, todas las mujeres de las obras de Botticelli conservaron los rasgos de Simonetta, como se ve en los numerosos retratos póstumos que él le pintó.
Aunque Boticelli "le tenía horror al matrimonio" y no se le conocieron excesos sentimentales, por lo que un anónimo lo acusa de sodomía en 1502, no es aventurado creer que vivió enamorado platónicamente de Simonetta, y se puede reafirmar por la petición que hizo de hacerse enterrar a los pies del sepulcro de la dama en la Iglesia de Ognissanti —la iglesia de los Vespucci— en Florencia. En efecto, al morir en 1510, sus restos fueron colocados como él lo pidió.

## Iconografía
Ghirlandaio
- 1472. En el fresco de la Iglesia de Todos los Santos, la Madonna della Misericordia protegiendo a la familia Vespucci.

Piero di Cosimo
- Simonetta Vespucci como Cleopatra
- Simonetta Vespucci como Procris

Konstantin Somov
- Copia del retrato de Piero de Cossimo, Simonetta Vespucci como Cleopatra

Sandro Botticelli
- Retrato de Simonetta Vespucci
- Como la diosa Venus, en El nacimiento de Venus
- Como la diosa Venus, en Alegoría de la Primavera
- Detalle en El Juicio de Moisés, en la Capilla Sixtina
- Venus, en el cuadro "Venus y Marte"
- En la Madonna della Melagrana o Virgen de la Granada
- Como Palas (Atenea) dominando al Centauro
- Detalle en el Magnificat

### Los problemas de identificación de los retratos
Debe tenerse en cuenta que no hay un retrato hecho en vida que precise con certeza la fisonomía y atributos de Simonetta (Vasari sugiere un perfil pero no se ha podido identificar. Hasta el momento, es casi seguro que, la mayoría de las imágenes de Simonetta son retratos póstumos y pintados de memoria, con la idealización inconfundible de una belleza que murió temprano. El único retrato que lleva su nombre (SIMONETTA IANUENSIS Vespuccia - Simonetta "Genovesa "Vespucci) fue creado por Piero di Cosimo década y media después de su muerte. Es sorprendente el hecho de que esta pintura la describe Vasari simplemente como un retrato de Cleopatra, pero no habla de la inscripción en la parte inferior con el nombre de la modelo).

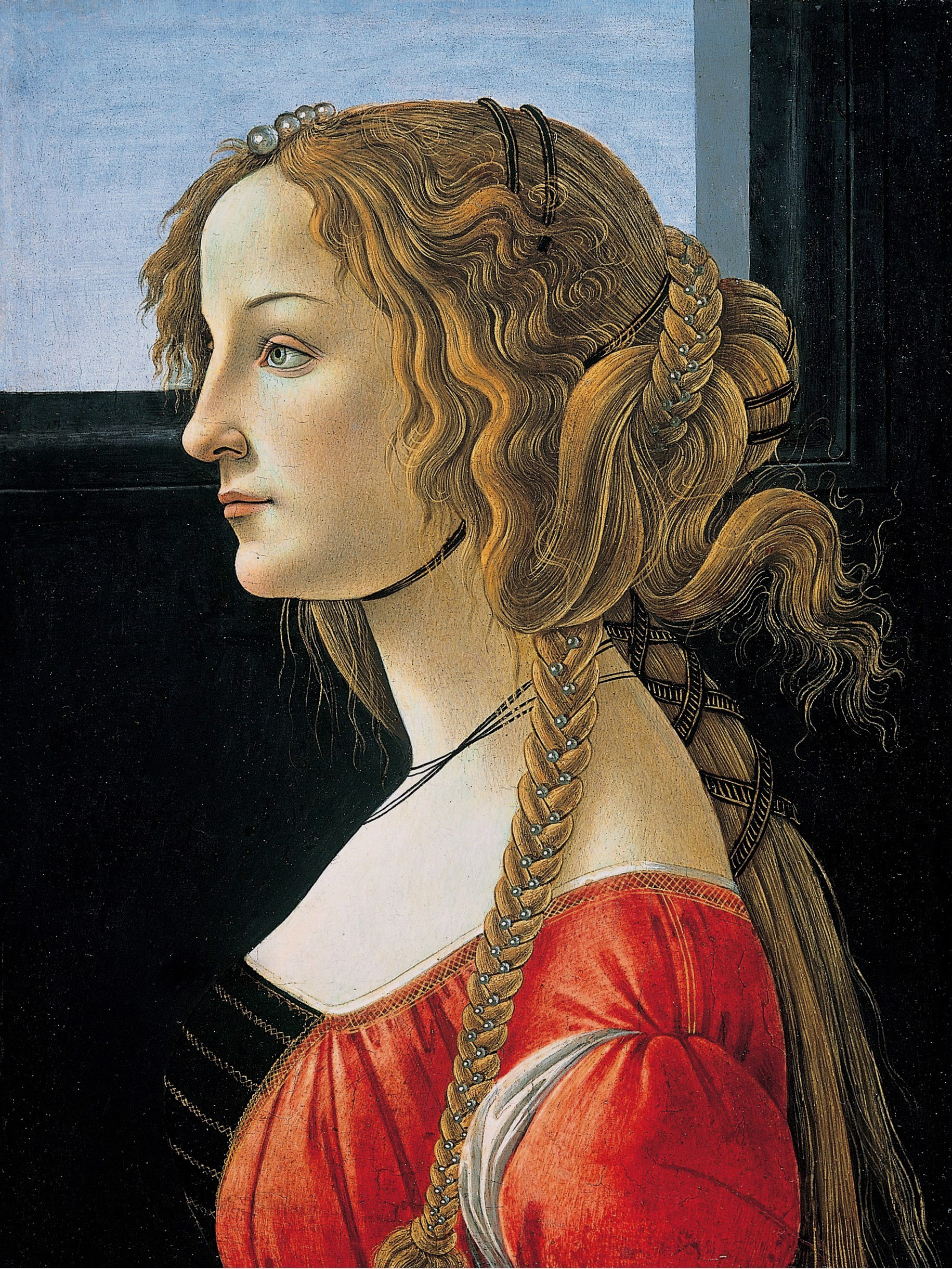
Sandro Botticelli, Retrato de Simonetta Vespucci
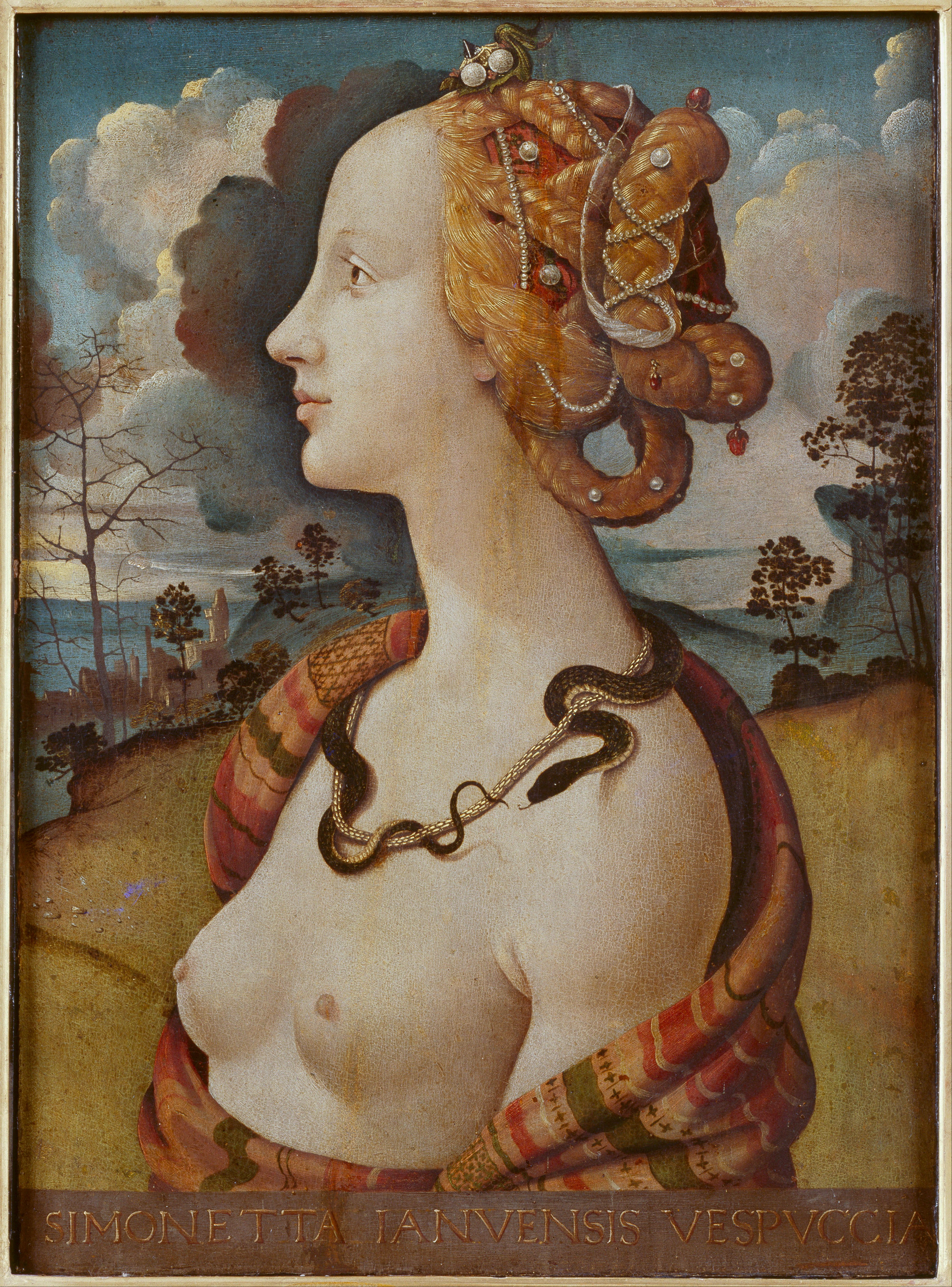
Piero di Cosimo, Ritratto di Simonetta Vespucci come Cleopatra, Retrato de Simonetta Vespucci como Cleopatra
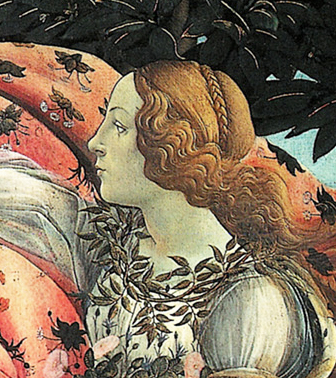
Sandro Botticelli: retrato de Simonetta Vespucci, como la diosa Flora, en El nacimiento de Venus
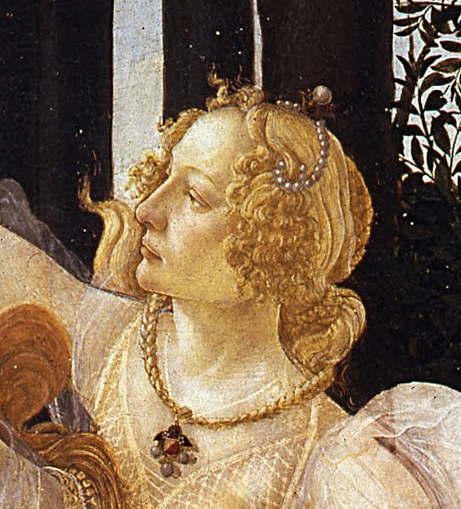
Sandro Botticelli: Simonetta Vespucci, en la Alegoría de la Primavera
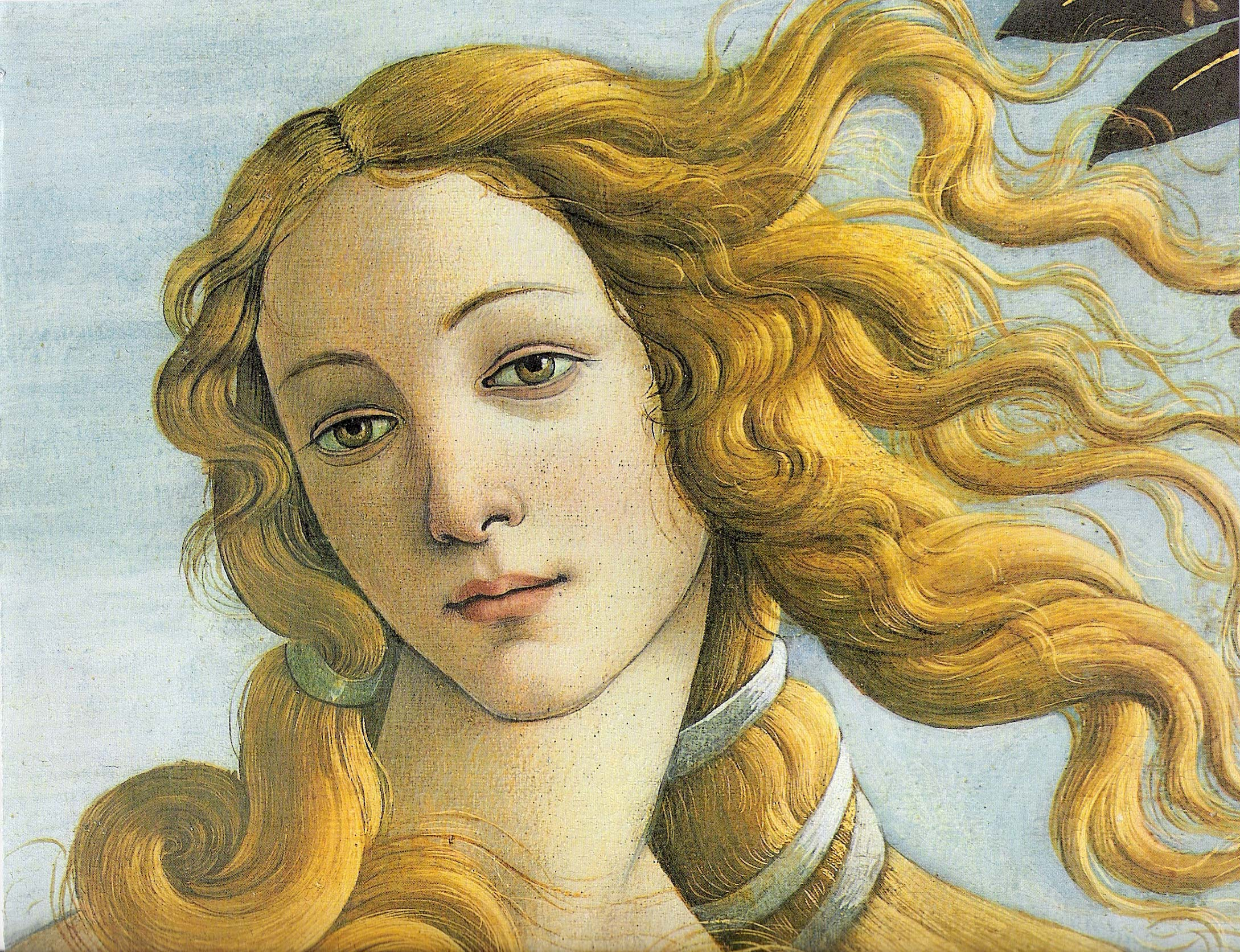
Sandro Botticelli, Detalle de El nacimiento de Venus
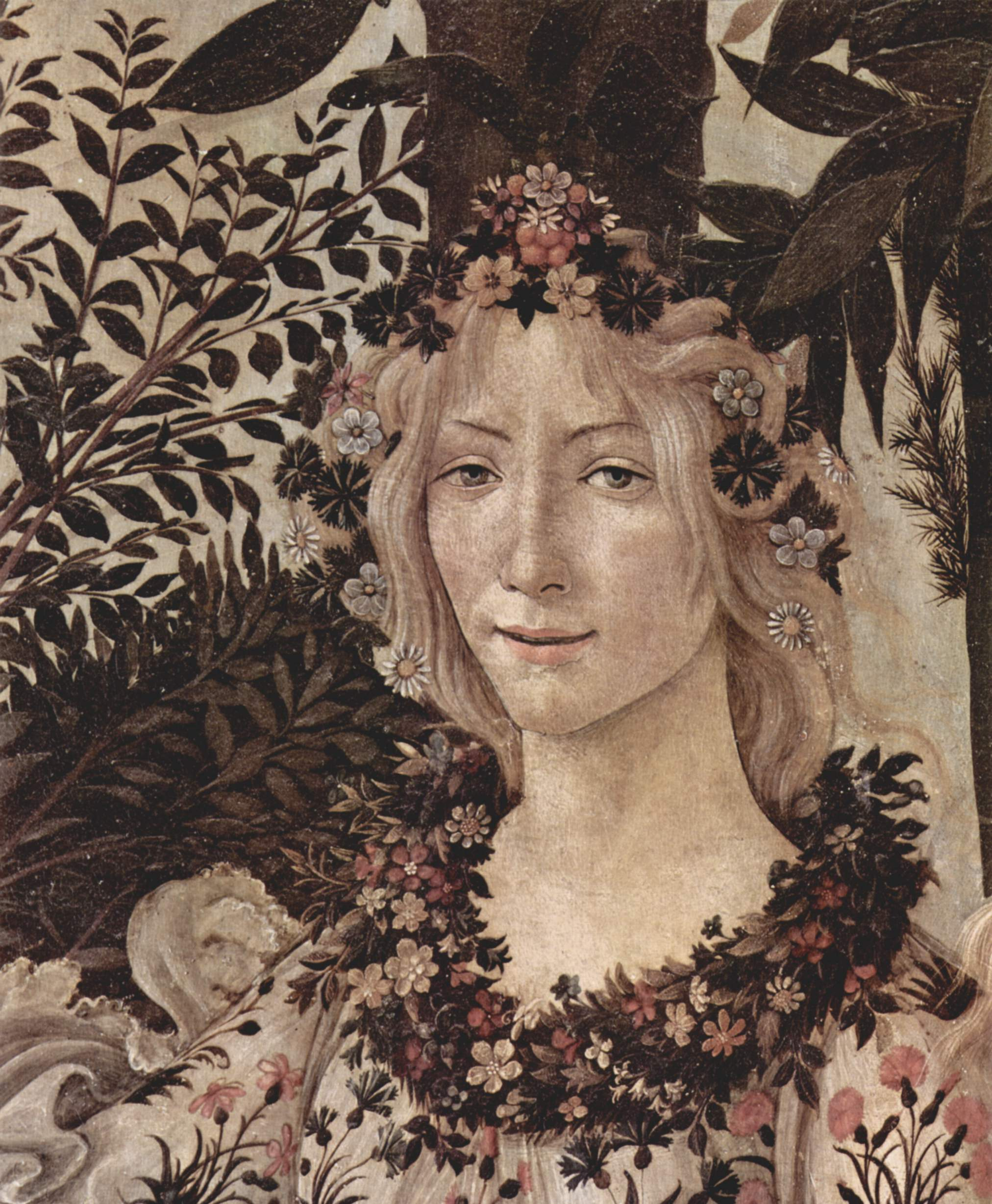
Sandro Botticelli: Simonetta Vespucci, como Flora, en la Alegoría de la Primavera
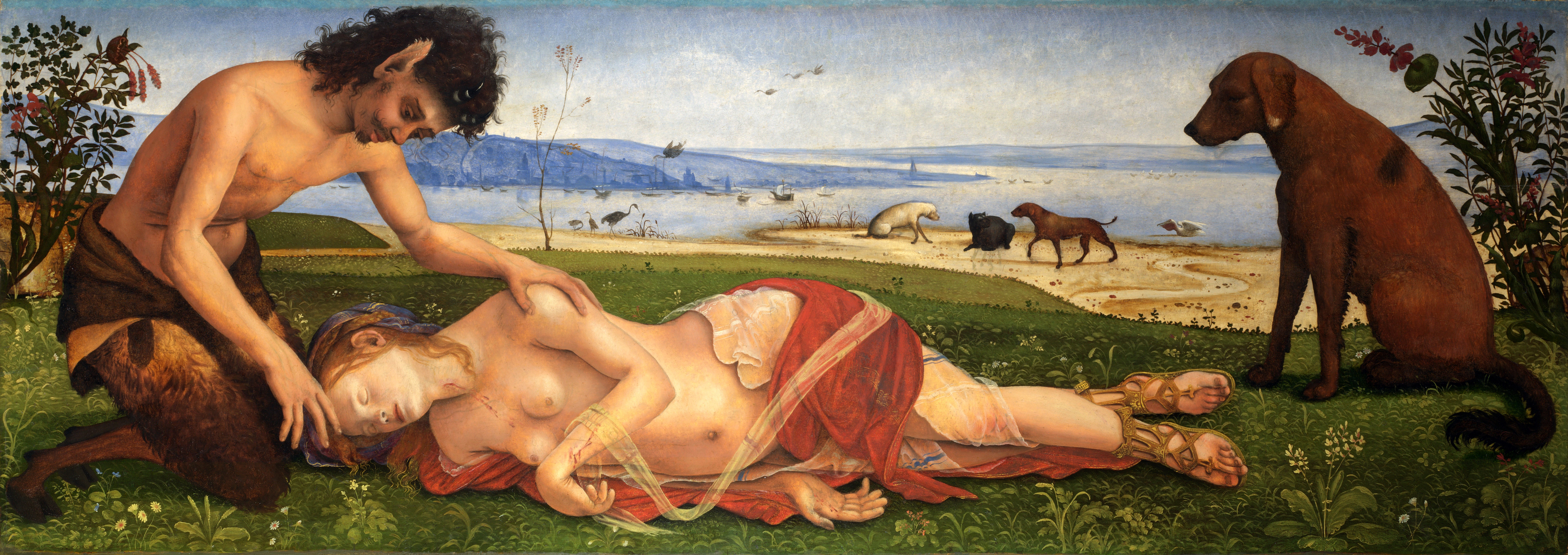
Piero di Cosimo, Simonetta Vespucci como Procris, la hija de Erecteo, rey de Atenas y su esposa, Praxitea, en Morte di Procri
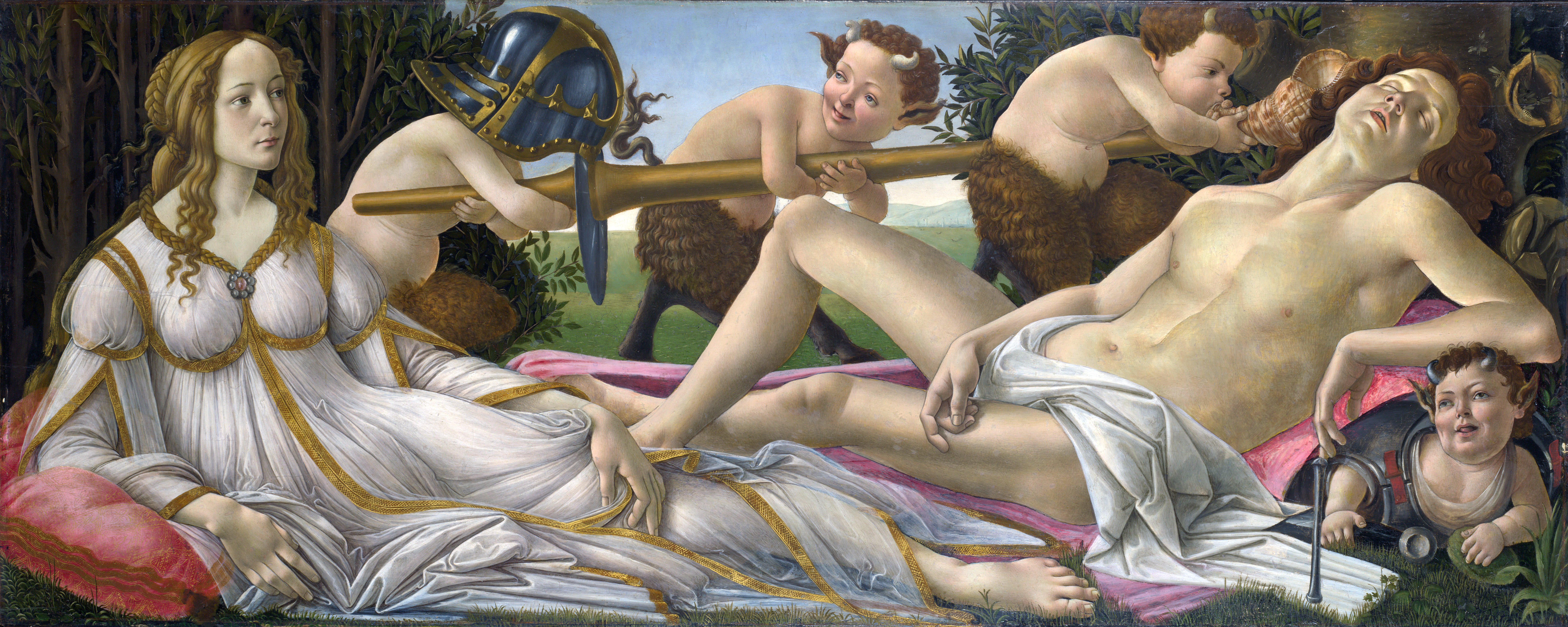
Simonetta Vespucci como Venus, en el cuadro de Sandro Botticelli Venus y Marte.
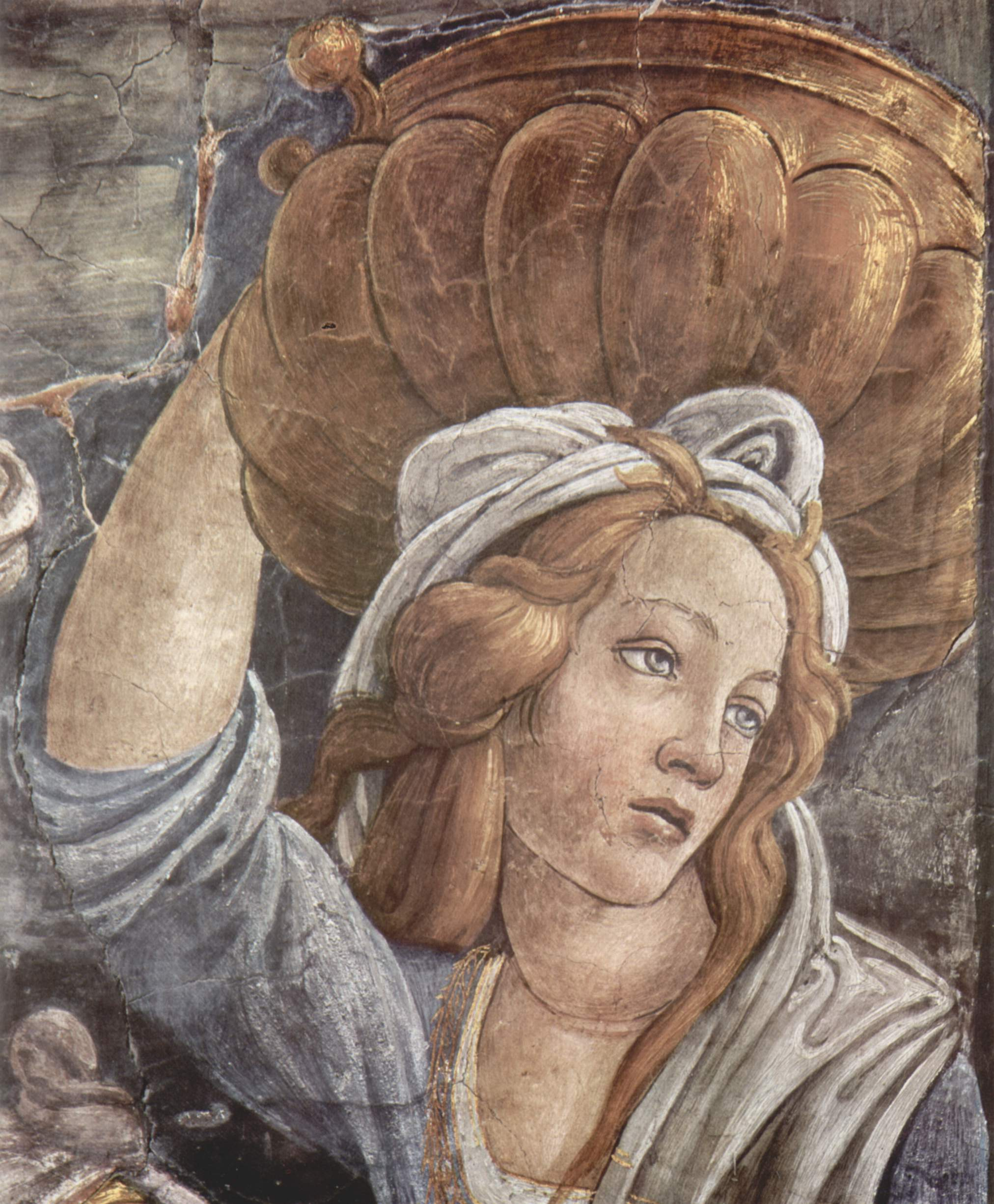
Detalle del fresco El Juicio de Moisés, en la capilla Sixtina, de Roma.
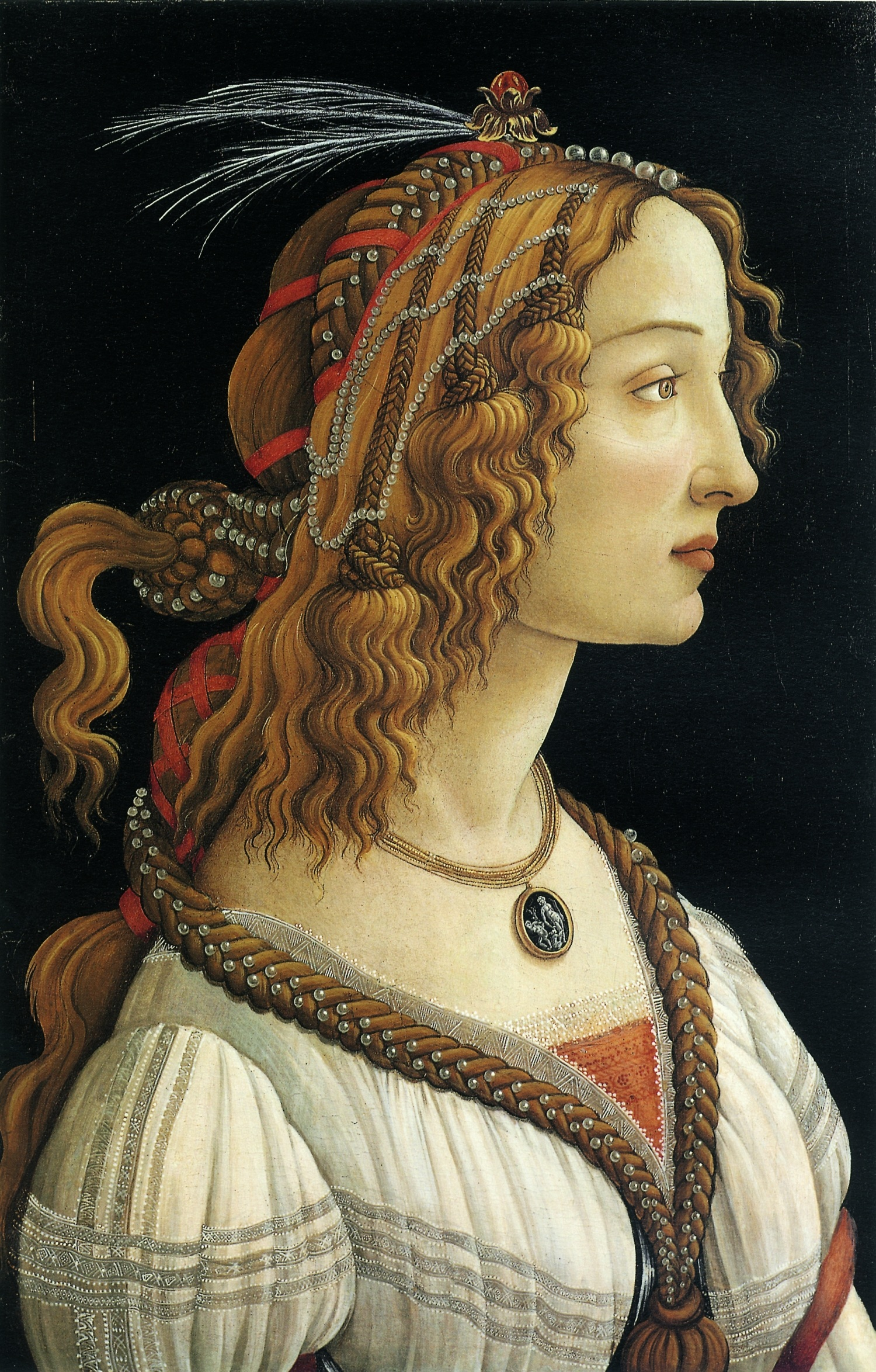
Sandro Botticelli: Presunto retrato de Simonetta Vespucci.
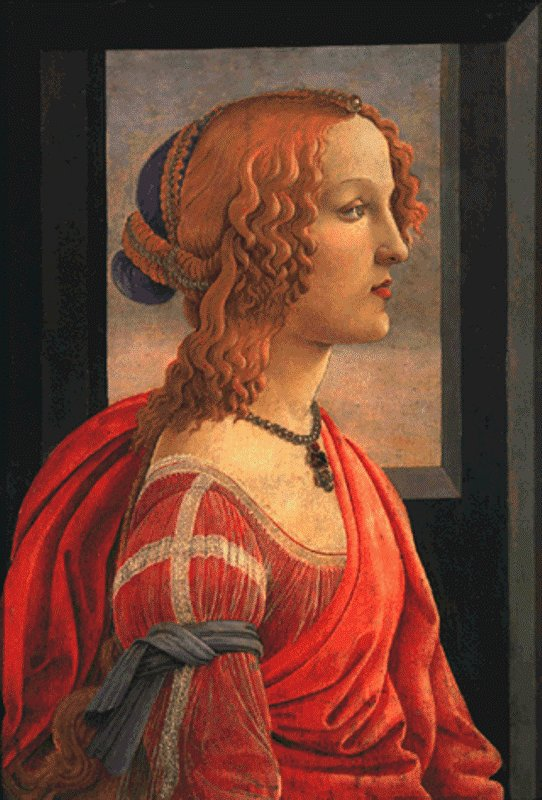
Sandro Botticelli: Presunto retrato de Simonetta Vespucci.
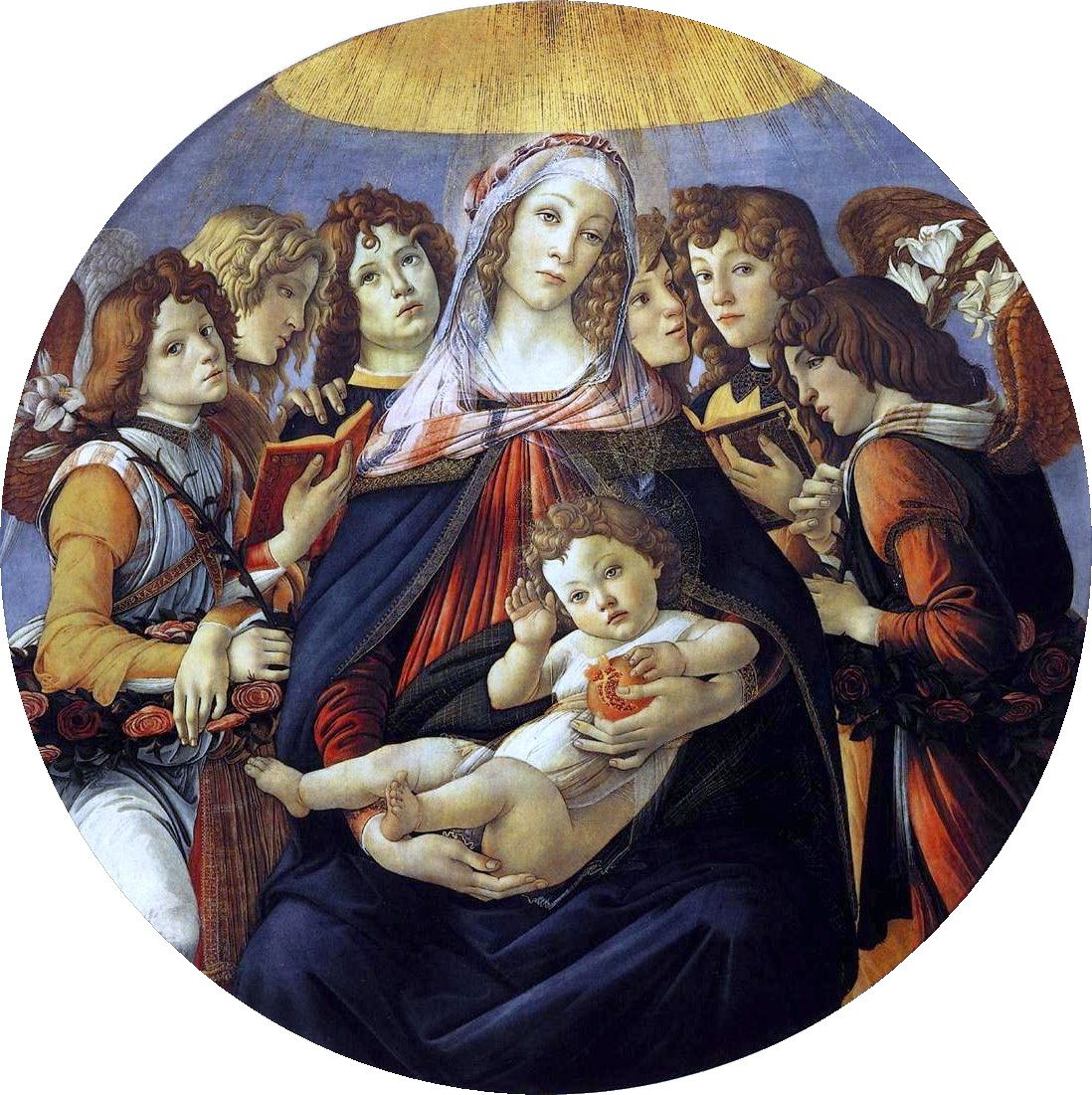
Sandro Botticelli: Simonetta Vespucci en Madonna della Melagrana o Virgen de la Granada.
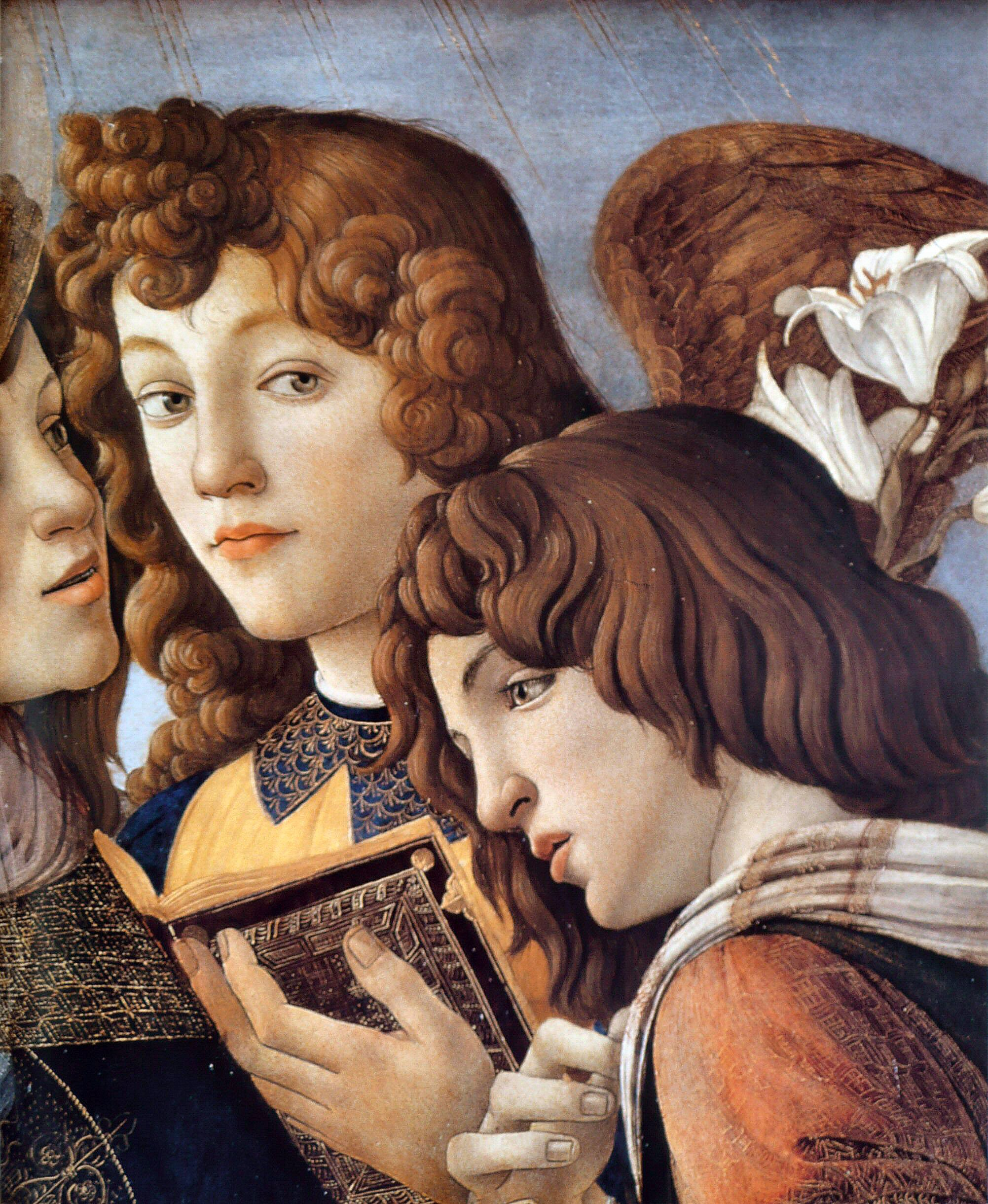
Sandro Botticelli: Retrato de Simonetta Vespucci en la Madonna della Melagrana. Galleria degli Uffizi, Florencia
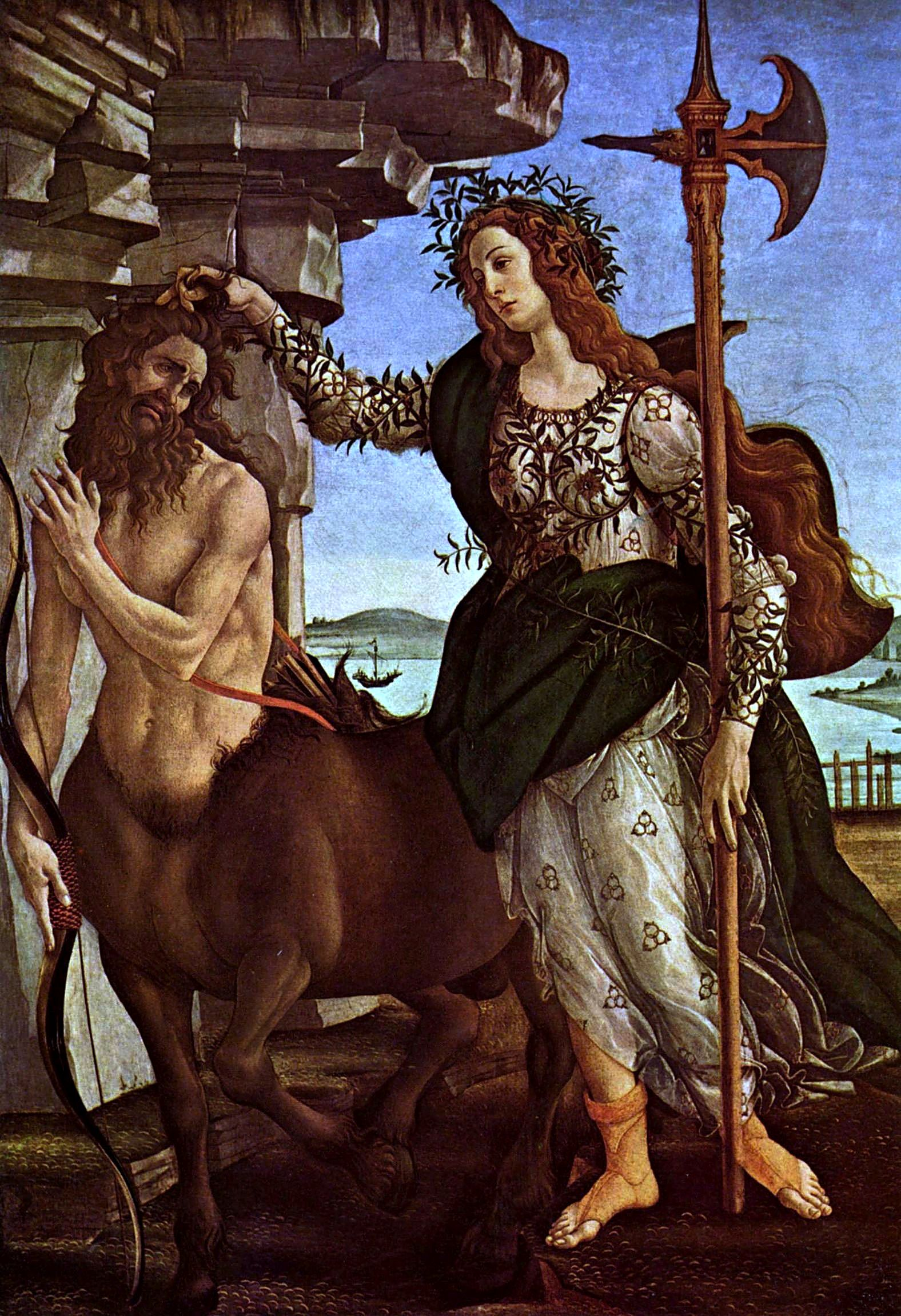
Botticelli: Palas (Atenea) dominando al Centauro.
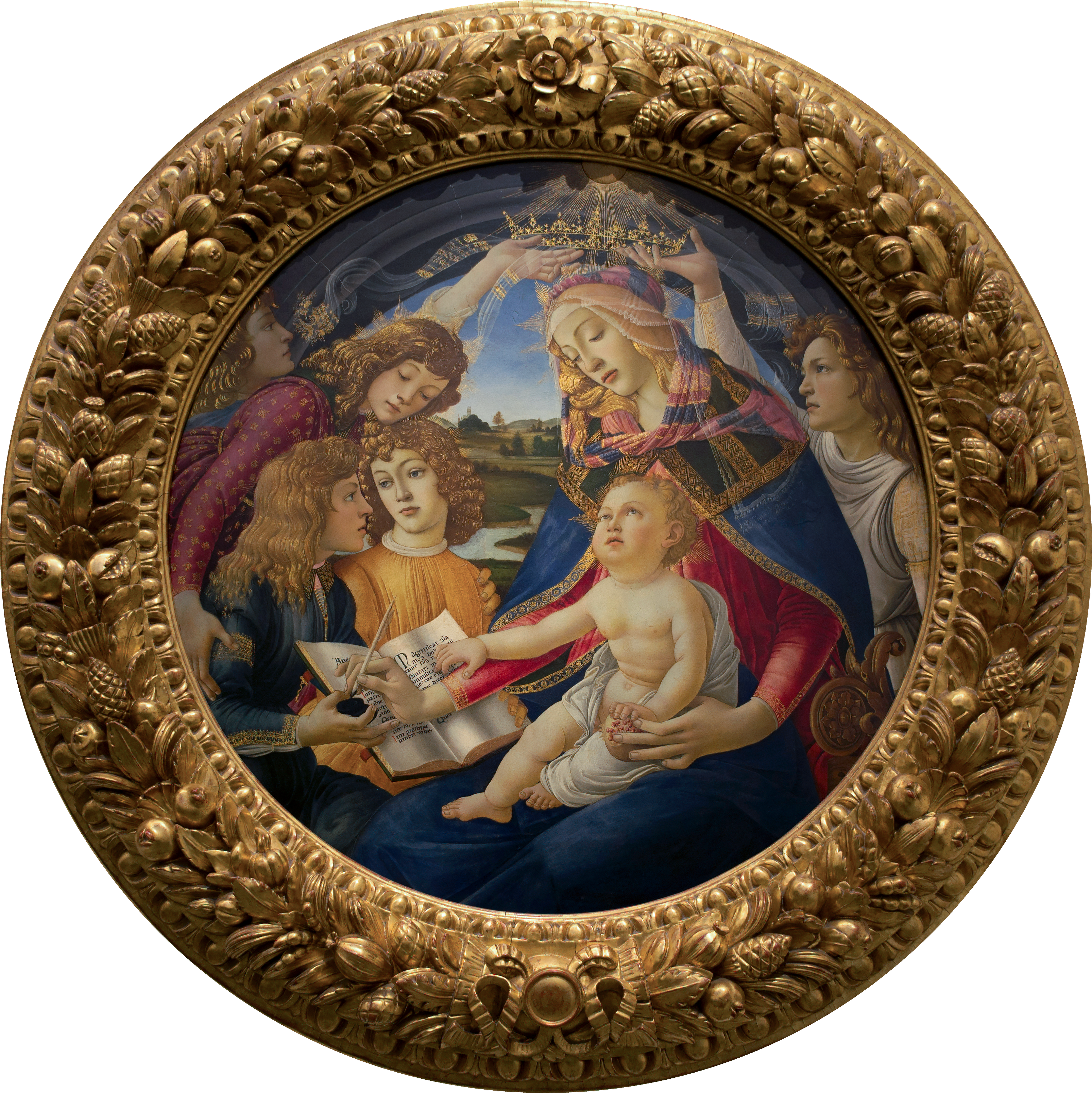
Botticelli: Simonetta, en el Magnificat.
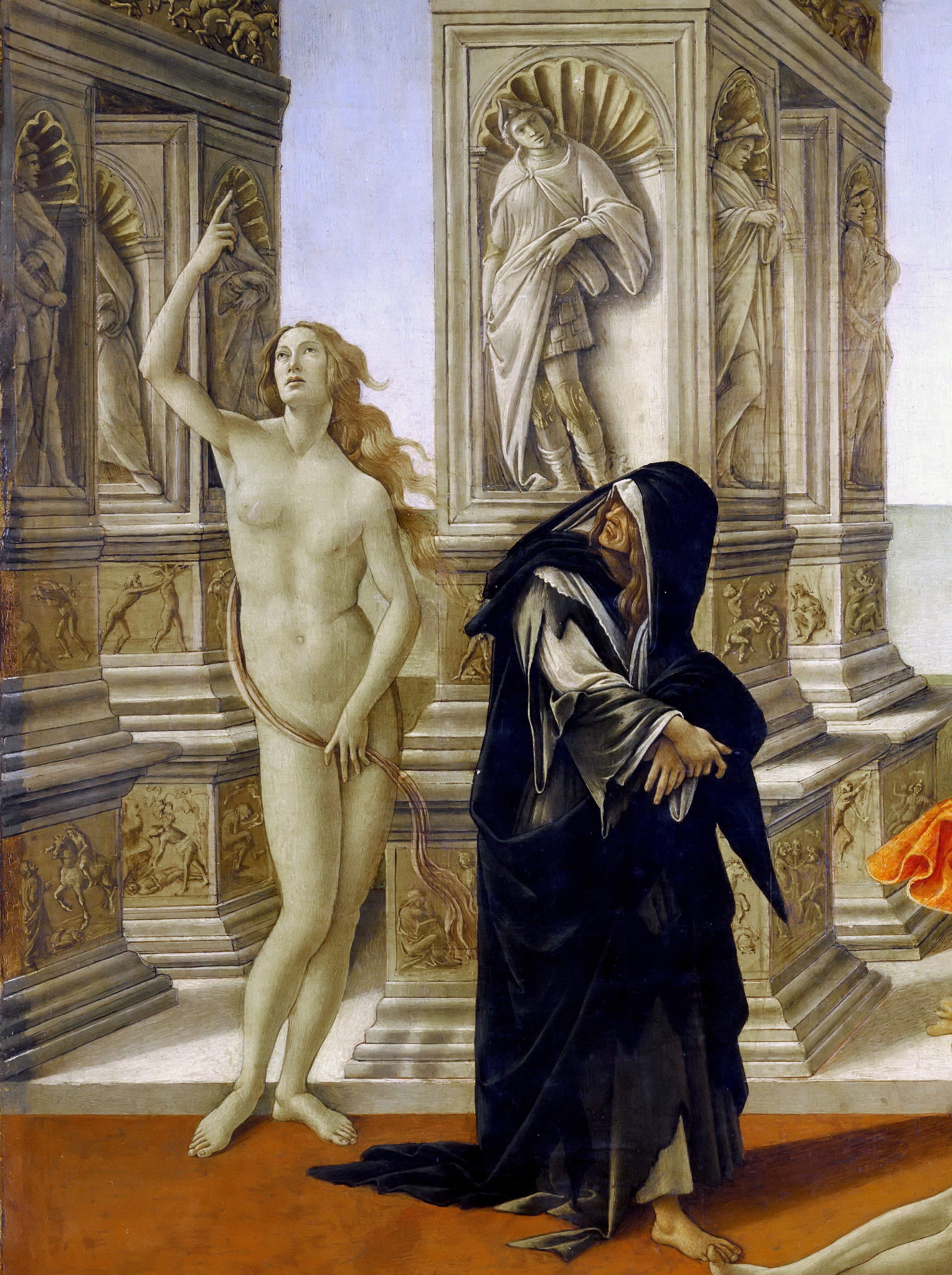
La calumnia de Apeles
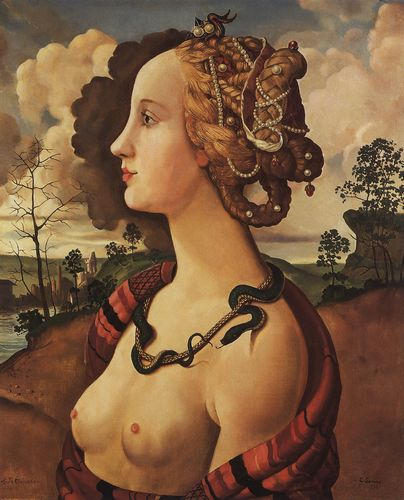
Retrato de Simonetta Vespucci, copia de Konstantin Somov
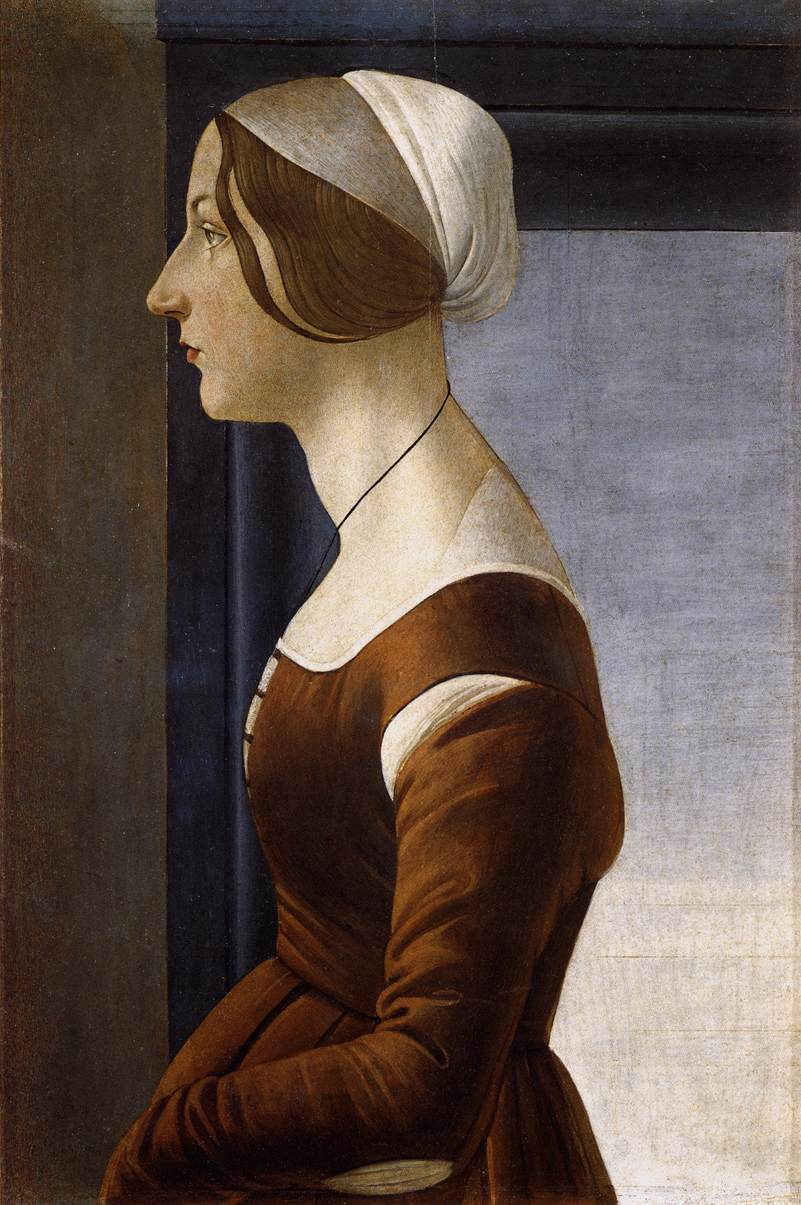
Retrato de una joven. Posible retrato de Simonetta Vespucci.